# Famille de Goüyon
La maison de Goyon (de Goüyon, ou encore Goyon) est une famille subsistante de la noblesse française, d'extraction féodale, originaire de Bretagne. Sa filiation est suivie depuis 1209.
La branche ainée de Matignon s'établit en 1421 en Normandie, accéda par mariage au trône de Monaco en 1731, en reprenant les nom et armes de la maison Grimaldi, et s'éteignit en ligne masculine en 1949. Le nom de Matignon fut relevé au XVIIIe siècle par la branche de Gacé, au XIXe siècle par la branche de Saint-Loyal, puis, en 1921, par les ainés de la branche de Pontouraude.
Cette famille donna sous l'Ancien Régime trois maréchaux de France et plusieurs évêques (Condom, Coutances, Lisieux).

## Origines
La famille Goyon possédait de temps immémorial le château de la Roche-Goyon, dans les Côtes-d'Armor. Le nom Goyon est apparemment un prénom, porté notamment par Goyon, premier banneret de Bretagne, qui, au Xe siècle sous le duc Alain Barbetorte, aurait, selon les anciennes chroniques, chassé les Normands de la Bretagne dont ils s'étaient emparés en 931. Pour protéger le pays de leurs incursions, il aurait fait bâtir un château sur un rocher escarpé surplombant la mer, qu'il aurait appelé de son nom, le château de la Roche-Goyon, lequel subsiste encore sous le nom de Fort la Latte.
La connaissance des ancêtres de cette famille s'est perdue au fil du temps, mais les cartulaires des abbayes de Saint-Jacut et de Saint-Aubin, dont ils sont les fondateurs, ainsi que les annales de Bretagne, nous ont conservé le nom de quelques Goyon des premiers siècles.
L'an 1057, un Goyon se trouva aux États de Bretagne, tenus par Éon Ier de Penthièvre, où il se plaignit qu'on lui disputait la préséance que ses pères y avaient eue en qualité de premiers bannerets. Bertrand d'Argentré dit de ces bannerets, « qu'il falloit qu'ils fussent d'un grand état et bien riches, pour nourrir et entretenir à leurs gages et leurs dépens, nombre de Gentilshommes à cheval pour le service du Prince ». Étienne Goyon fonda le prieuré de Saint-Valeri.
Denis Goyon, qui vivait encore l'an 1125, fit de grands dons à l'abbaye de Saint-Jacut, fondée par ses ancêtres. Guigues et Seldwin Goyon sont nommés entre les chevaliers et écuyers pris dans la tour de Dol par le roi d'Angleterre (Henri II) l'an 1173.
Damette Goyon, fille de Robert Goyon, et petite-fille de Godefroi Goyon, fit une donation à l'abbaye du Mont-Saint-Michel l'an 1218. Ces fondations et un grand nombre d'autres nous fournissent des présomptions de l'ancienneté de cette famille.

## Histoire
La branche aînée de Matignon s'établit en Normandie en 1421, à l'occasion du mariage de Jean Goyon avec Marguerite de Mauny, héritière de plusieurs grandes terres de Normandie, et principalement de la baronnie de Torigni, que les descendants de Jean Goyon possédèrent jusqu'au XVIIIe siècle. La famille de Gouyon porta en Normandie les titres de comte de Torigni et de Gacé, et de baron de Saint-Lô.
Que ce soit dans la province de Bretagne ou celle de Normandie, la famille de Gouyon s'illustra tout au long des siècles, puisqu'elle compte parmi ses membres un grand nombre de gouverneurs de places, de maréchaux de camp, de colonels des Suisses ou de la cavalerie, des lieutenants-généraux des armées du Roi, un amiral de Bretagne, un maréchal de Bretagne, six chambellans des ducs de Bretagne, six chevaliers de l'ordre du Saint-Esprit, un grand écuyer de France, deux conseillers d'État, plusieurs chambellans des rois de France, sept lieutenants-généraux de la province de Normandie, un gouverneur de Guyenne et trois maréchaux de France, dont l'un eut la fonction de connétable de France au sacre du roi Henri IV.

## Généalogie

Sceau Goyon autour de 1220

1. Étienne Ier Goyon, vers 1220 seigneur de La Roche-Goyon et de Plévenon, ∞ 1209 Luce de Matignon, fille de Denis, seigneur de Matignon.
  1. Hugues, seigneur de La Roche-Goyon.
    1. Raoul.
    2. Denise, † 1284, dame de Matignon, ∞ Robert, vicomte de Merdrignac.

  2. Alain Ier, seigneur de Lanquenan, de Pagalet, et de Galoia, ∞ Luce de La Rouxière
    1. Étienne II, seigneur de Lanquenan, marié à Jeanne de Maure.
      1. Alain II, seigneur de Lanquenan, ∞ Mathilde.
        1. Bertrand Ier, seigneur de Matignon, ∞ Jeanne de Clisson.
          1. Étienne III, seigneur de Matignon et de La Roche-Goyon, ∞ (I) Jeanne de Launay, ∞ (II) Alix Paynel.
            1. (I) Alain III Goyon de Matignon, chevalier en 1332 et 1342, époux de Jacqueline de Rieux[3].
              1. Bertrand II, seigneur de Matignon et de La Roche-Goyon, époux de Jeanne de Dinan, fille de Roland de Dinan, seigneur de Montafilant. Il est porte-bannière du connétable Bertrand du Guesclin en 1364, signataire du Traité de Guérande, en 1380[3].
                1. Bertrand III († 1407), seigneur de Matignon et de La Roche-Goyon, ∞ Marie de Rochefort, fille de Thibaut III, seigneur de Rochefort et d'Assérac. Ils sont les auteurs de la branche de Matignon qui suit.

              2. Étienne, seigneur de Launay-Goyon, ∞ (I) Mahaut du Bois, fille de François du Bois, ∞ (II) Thomine de Dinan, fille de Louis de Dinan, seigneur de Montafilant. Ils sont les auteurs de la branche de La Moussaye.
                1. Bertrand, seigneur de Launay-Boquien ∞ Marie du Rouvre
                  1. Bertrand, seigneur de Launay-Goyon ∞ Marguerite Madeuc
                    1. Bertrand, seigneur de Launay-Goyon ∞ Isabeau Berard
                      1. Bertrand, seigneur de Launay-Goyon ∞ Marie de Macillé
                        1. Guy, seigneur de Launay-Gouyon et du Vaudoré ∞  Gillette de La Moussaye

            2. (I) Marguerite, ∞ Gilbert II, seigneur du Cambout.

### Branche aînée en Normandie

Blason Goyon 1448

1. Bertrand III († 1407), seigneur de Matignon et de La Roche-Goyon, ∞ Marie de Rochefort, fille de Thibaut, seigneur de Rochefort.
  1. Jean († 1451), seigneur de Matignon et de La Roche-Goyon, ∞ 1421 Marguerite de Mauny, baronne de Torigni, fille d'Olivier de Mauny, baron de Torigni († 1469).
    1. Bertrand IV († 1480), seigneur de Matignon et baron de Torigni ; ∞ Jeanne, fille de Jean du Perrier, comte de Quintin († 1497).
      1. Tristan († 1466), seigneur de Quintin.
      2. Jean († 1498), seigneur de Boisglé.
      3. François († 1510), seigneur de Villebagues.
        1. Étienne, seigneur de Villebagues.

      4. Gui († 1497), seigneur de Matignon et de La Roche-Goyon, baron de Torigni ; ∞ Péronne, fille de Jean, seigneur de Jeucourt.
        1. Joachim († 1549), seigneur de Matignon, ∞ Françoise, fille de Jean de Daillon, seigneur du Lude.
        2. Jacques Ier († 1537), seigneur de La Roche-Goyon, baron de Torigni ; ∞ Anne, dame de Lonrai, fille de François de Silly, seigneur de Lonray.
          1. Jacques II († 1598), seigneur de Matignon, de La Roche-Goyon, baron de Torigni, comte de Torigni et prince de Mortagne en 1565, maréchal de France en 1579 ; ∞ Françoise, fille de Jean II de Daillon, comte du Lude.
            1. Odet († 1595), comte de Torigni ∞ Louise, comtesse de Maure, fille de Charles, comte de Maure.
            2. Lancelot, seigneur de Lonray.
            3. Charles († 1648), seigneur de Matignon, comte de Torigni, baron de Saint-Lô, prince de Mortagne ∞ Éléonore, fille de Léonor d'Orléans, duc de Longueville, prince de Neuchâtel, et de Marie II de Bourbon-Vendôme, comtesse de Saint-Pol et duchesse d'Estouteville, dame de Gacé et cousine germaine du père d'Henri IV.
              1. Jacques († 1626), comte de Torigni ∞ Henriette, dame de Chaumont, fille de Philibert, seigneur de La Guiche († 1682).
              2. Catherine-Gillonne, ∞ François, duc de La Rocheguyon († 1628).
              3. Léonor, évêque de Coutances 1632-1646, évêque de Lisieux 1646-1680.
              4. François (né en 1607, † 1675), seigneur de Matignon, comte de Torigni, de Gacé, marquis de Lonray ∞ Anne, fille de Claude Malon, seigneur de Bercy († 1688).
                1. Henri († 1681), seigneur de Matignon, comte de Torigni ∞ Marie-Françoise Le Tellier de La Luthumière, fille de François Le Tellier de La Luthumière
                  1. Charlotte ∞ Jacques III, seigneur de Matignon († 1725) ci-dessous.
                  2. Jean-Louis († 1671), marquis de Lonray.
                  3. Catherine-Thérèse († 1699) ∞ 1) Jean-Baptiste Colbert, marquis de Seignelay († 1690) (famille Colbert) ; ∞ 2) Charles, comte de Marsan († 1708) (maison de Guise).
                  4. Françoise, marquis de La Luthumière († 1673).

                2. Anne (née le 10 juillet 1650 à Torigni ; elle épouse en 1670 René II de Névet (né en 1642, décédé en 1676).
                3. Léonor, évêque de Lisieux 1680-1714.
                4. Charles († 1674), comte de Gacé, mort des suites d'une blessure reçue à la bataille de Seneffe.
                5. Jacques († 1727), évêque de Condom 1671-1693, abbé de Foigny 1693-1703, abbé de Saint-Victor de Marseille 1703-1727.
                6. Jacques III (Liste des évêques de Condom1725), seigneur de Matignon et de La Roche-Goyon, comte de Torigni, baron de Saint-Lô, seigneur du duché d'Estouteville, lieutenant général ∞ Charlotte, fille d'Henri, seigneur de Matignon (Liste des évêques de Condom1721), ci-dessus.
                  1. Jacques Ier de Monaco († 1751), seigneur de Matignon, seigneur du duché d’Estouteville, duc de Valentinois en 1715, comte de Torigni en 1731, co-prince de Monaco, pair de France ; ∞ Louise-Hippolyte (princesse de Monaco), fille d'Antoine Ier, prince de Monaco : d'où la Branche de Grimaldi-Monaco.
                  2. Catherine Élisabeth († 1706) ∞ Louis-Jean, comte de Gacé.

                7. Charles Auguste († 1729), comte de Gacé, maréchal de France en 1708 ∞ Marie Elisabeth, fille de François Berthelot († 1702).
                  1. Louis-Jean (1682-1747), comte de Gacé, de Montmartin, baron de Gié ∞ 1) 1701 Catherine-Elisabeth († 1706), fille de Jacques III, seigneur de Matignon ; ∞ 2) Anne-Marie, fille du maréchal François, marquis de Châteaurenaud.
                  2. Léonor (1677-1757), évêque de Coutances en 1721.
                  3. Marie-Thomas (1684-1766), chevalier puis marquis de Matignon, comte de Bongay (sans doute Montjay-en-Brie à Bombon) et d’Ormoy-en-Brie ; ∞ Edme, comtesse de Bombon, fille de Basile de Brenne, comte de Bombon. Il commence sa carrière dans la Marine royale en 1698 comme garde marine. Devenu enseigne des vaisseaux du Roi, il quitte cette arme en 1707 pour devenir mestre de camp du régiment de cavalerie de feu son frère. Le 3 juin 1724, il est fait chevalier de l Ordre du Saint-Esprit
                  4. Marie Anne ∞ Henri de Gavre, marquis de Solas.

            4. Gillonne († 1641) ∞ Pierre d'Harcourt, marquis de Beuvron (maison d'Harcourt)
            5. Anne ∞ René de Charbonnel, marquis de Canisy

          2. Anne ∞ 1552 Olivier de Maridor, seigneur de Vaux-en-Belin, d'où trois filles dont Françoise, la Dame de Monsoreau.

  2. Lancelot, seigneur du Lude et de La Roche-Goyon
  3. Isabeau ∞ 1) Pierre II d'Amboise, seigneur d'Amboise, vicomte de Thouars († 1422) ; ∞ 2) Thomas Ston, seigneur de Langeais, ∞ 3) Geoffroy de Tremereuc

## Branche de Monaco
La branche aînée accéda en 1731 au trône de Monaco, à la suite du mariage de Jacques de Goyon de Matignon (1689-1751) avec Louise-Hippolyte de Monaco (1697-1731), fille aînée et héritière d'Antoine II de Monaco (1661-1731), prince souverain de Monaco. Leurs descendants ont adopté le nom de Grimaldi et abandonné celui de Gouyon.
Jacques Goyon de Matignon donna son nom à l'hôtel de Matignon, célèbre demeure parisienne qui appartint sous la Restauration à la duchesse de Bourbon, Bathilde d'Orléans (1750-1822), avant de devenir plus tard l'ambassade d'Autriche en France, et aujourd'hui le siège du Premier ministre français.
Les "Gouyon-Grimaldi" s'allièrent aux familles Brignole Sale, maison d'Aumont, Rouault de Gamaches, maison de Merode, Douglas-Hamilton (en) (issue du Clan Douglas), maison de Wurtemberg, maison de Choiseul, famille de La Tour du Pin de La Charce, etc.
La famille Goyon se maintint sur le trône monégasque jusqu'en 1949, date de la mort du prince Louis II (1870-1949), qui mourut sans postérité légitime mais en laissant une fille reconnue à sa naissance mais née hors mariage, Charlotte (1898-1977). Celle-ci se maria avec Pierre de Polignac (1895-1964), dont elle eut un fils, Rainier (né en 1923) qui devint en 1949 le prince souverain Rainier III, sa mère ayant renoncé à ses droits en 1944. Depuis 1949 les souverains de Monaco sont donc issus par les mâles de la maison de Polignac.
En droit nobiliaire français, les titres français (duché de Valentinois, etc.) de la famille Goyon n'ont pu se transmettre à la fille du prince Louis II, ce qui n'empêcha pas le père de ce dernier, le prince Albert Ier, de titrer sa petite-fille Charlotte duchesse de Valentinois en 1919.
La transmission de la couronne monégasque par voie illégitime a été dénoncée par les héritiers se prétendant légitimes du prince Louis II, les descendants de sa grand-tante la princesse Florestine de Monaco (1833-1897), épouse du comte Guillaume de Wurtemberg (1810-1869), duc d'Urach (de la maison de Wurtemberg).

## Personnalités
- Jacques II Goyon de Matignon (1525-1598), maréchal de France
- Charles de Goyon de Matignon (1564-1648), maréchal de France
- Lancelot Goyon de Matignon (Rome, mort le 1er janvier 1588)), évêque de Coutances (1587-1588).
- Léonor Ier Goyon de Matignon (1604-1680), évêque de Coutances, transféré à Lisieux.
- François Goyon de Matignon (1607-1675), gouverneur de Cherbourg en 1638, mestre de camp d'infanterie en 1643, lieutenant-général en 1652[3].
- Jacques III Goyon de Matignon (1644-1725), lieutenant-général en 1693, gouverneur de Cherbourg, Granville, Saint-Lô et des Îles Chausey, chevalier du Saint-Esprit[3].
- Charles Auguste de Goyon de Matignon (1647-1739), maréchal de France.
- Léonor II Goyon de Matignon, (1677-1757), évêque de Coutances, puis de Lisieux.
- Thomas Goyon de Matignon (1684-1766), brigadier des armées du roi.
- Jacques François Léonor Gouyon de Matignon (1689-1751), lieutenant-général, gouverneur de Cherbourg, Granville, Saint-Lô et des îles Chausey en 1712, Pair de France le 24 juillet 1715. Il épouse à Monaco, le 20 octobre 1725, Louise-Hippolyte Grimaldi, (1697-1731, duchesse de Valentinois, princesse de Monaco, fille aînée d'Antoine Grimaldi, prince souverain de Monaco et de Marie de Lorraine-Armagnac. « Il est substitué aux nom et armes des Grimaldi »[3].
- Louis Claude de Goyon (branche de Vaurouault, rameau de Vaudurant) (1714-1798), Lieutenant général en 1780 [4].
- Honoré III Camille-Léonor Grimaldi, prince souverain de Monaco (1720-1795), Pair de France, brigadier des armées du roi de France en 1745, chevalier de Saint-Louis en 1747, maréchal de camp en 1748, lieutenant-général, gouverneur du Havre en 1751, puis Gouverneur-général des Armées du roi à Monaco[3].
- Meriadec de Goyon Matignon (branche de Saint-Loyal) (1804-1873), général de brigade[5].
- Albert Goyon Matignon (branche de Pontouraude) (1892-1988), École navale 1911, capitaine de vaisseau, commandant du contre-torpilleur Lynx, commandeur de la Légion d'honneur.
- Jean Xavier Goyon Matignon (branche de Pontouraude) (1923-2019), École navale 1942, capitaine de corvette, Croix du combattant volontaire de la Résistance, Médaille des évadés, chevalier de la Légion d'honneur, croix de Guerre 1939-1945 avec étoile de vermeil, titulaire d'une citation à l'ordre du corps d'Armée en Indochine, en date du 14 juin 1946[6].

## Situation contemporaine
La famille de Goyon a été admise à l'ANF en 1934.
Le prince Albert II de Monaco, en visite officielle en Normandie au mois de juin 2019, a rendu hommage à la mémoire de son ancêtre, Jacques Goyon de Matignon (1689-1751)[réf. nécessaire].

## Galerie de portraits

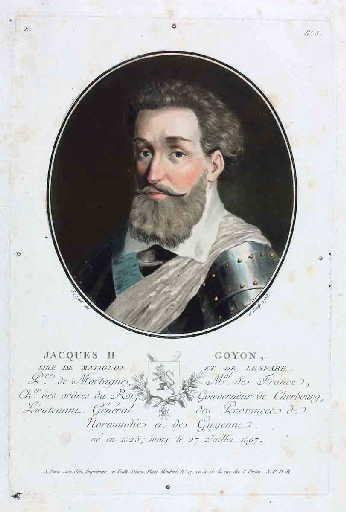
Jacques II Goyon de Matignon.
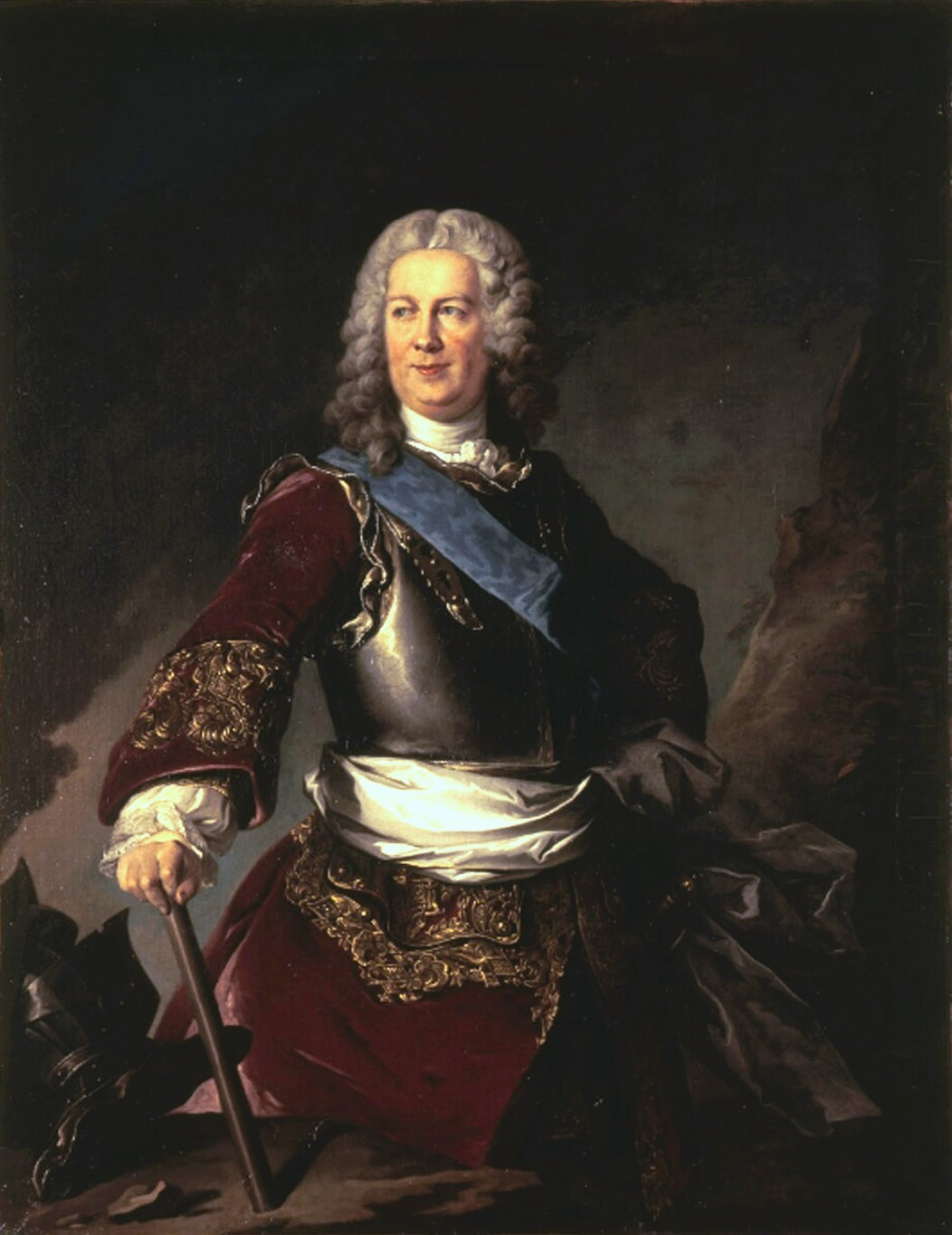
Thomas Goyon de Matignon (1684-1766), comte de Gacé, brigadier des armées du roi (portrait par Tocqué, 1719).
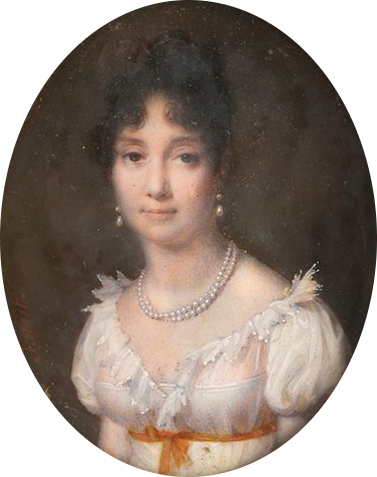
Anne-Louise-Caroline de Goyon de Matignon (1774-1846), duchesse de Montmorency.
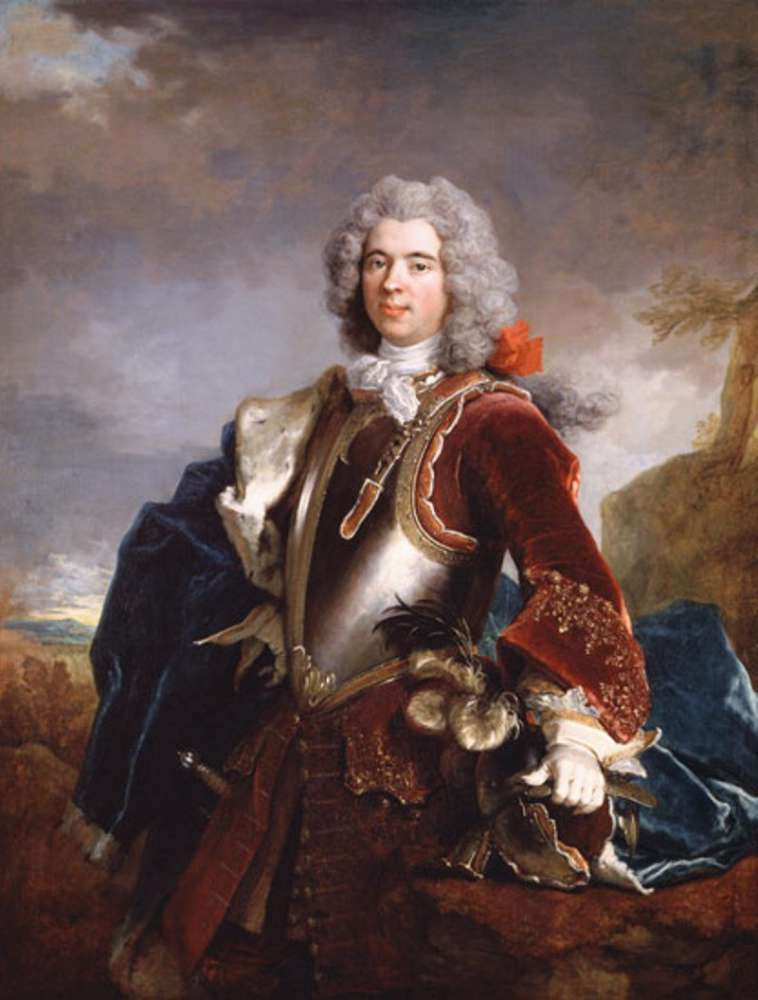
Jacques François Léonor de Goyon de Matignon, depuis Jacques Ier de Monaco.
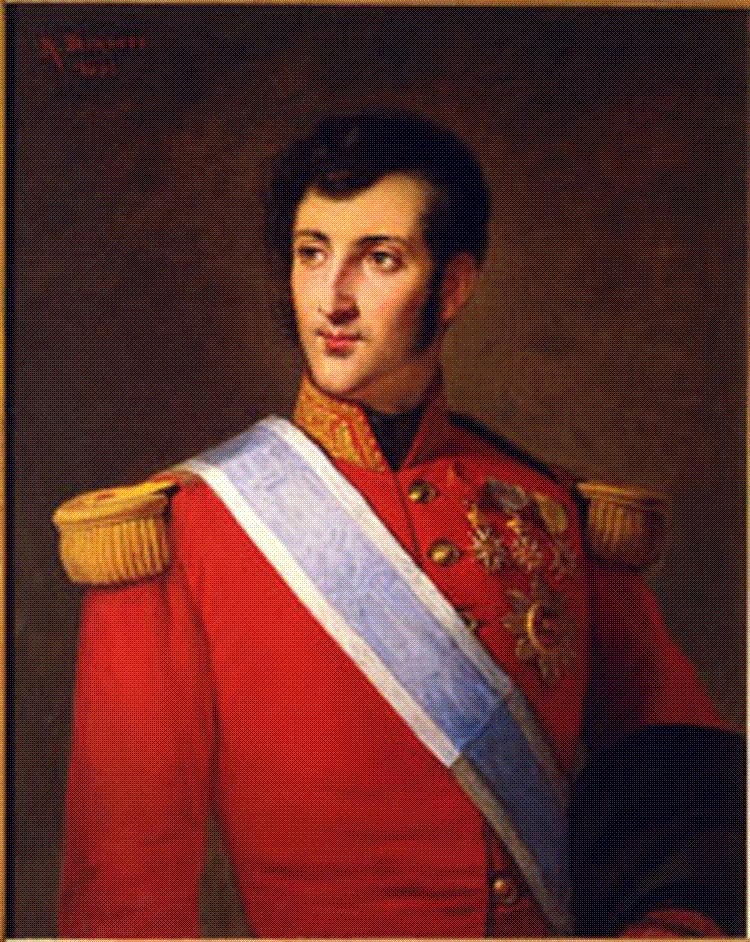
Honoré V de Monaco.
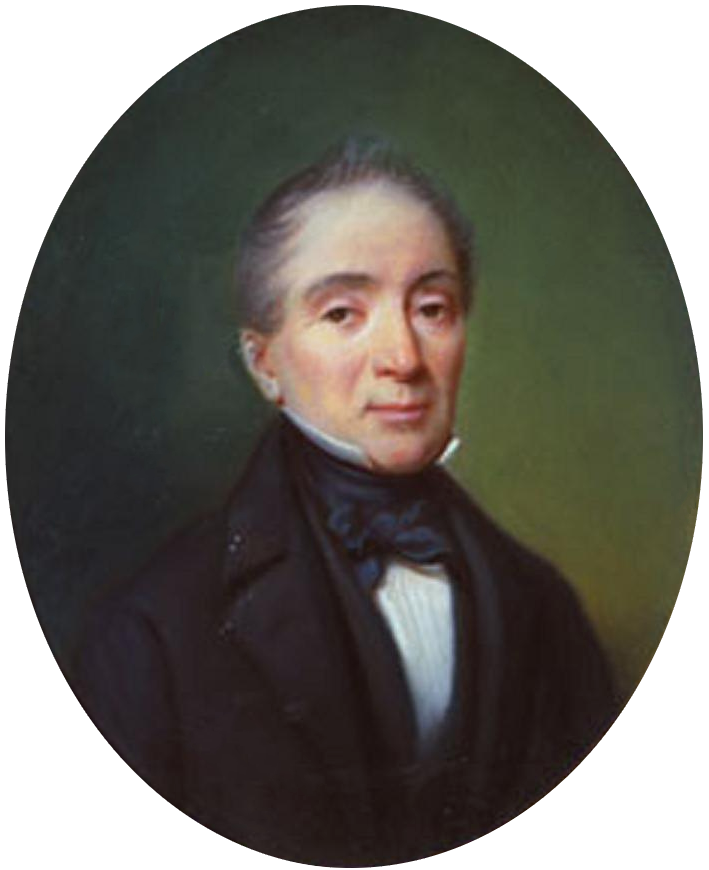
Florestan Ier de Monaco.
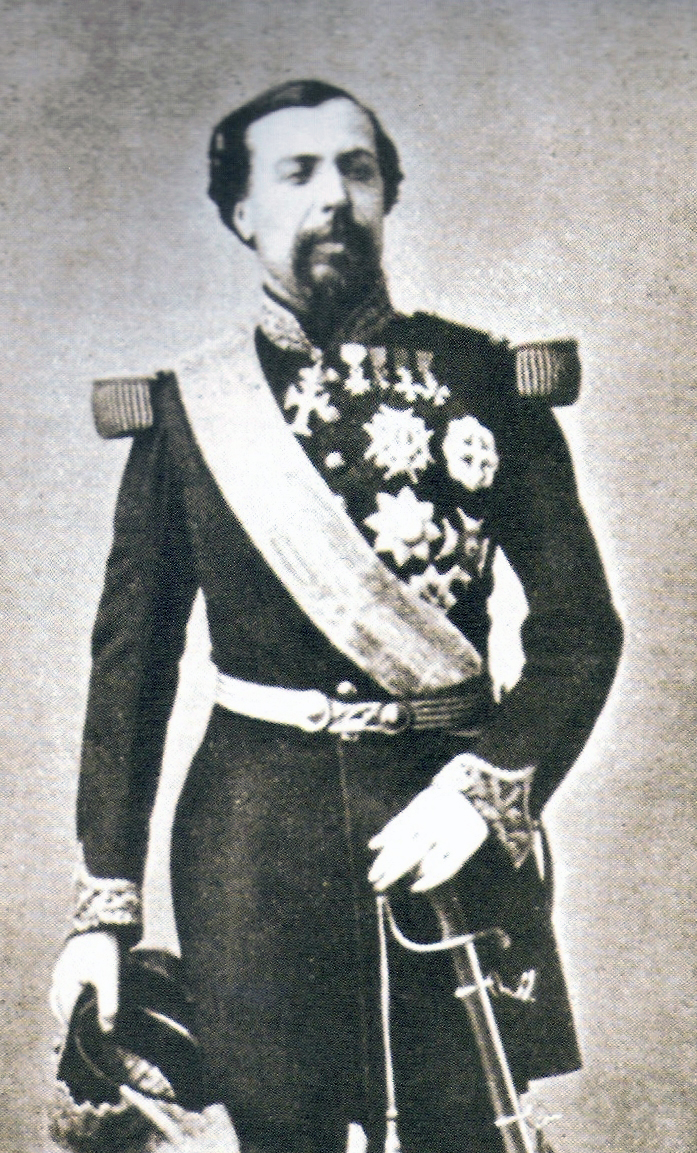
Charles III de Monaco.
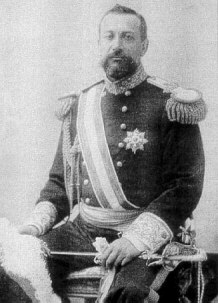
Albert Ier de Monaco.

## Terres
- Matignon (Côtes-d'Armor)

## Châteaux et demeures
- Château de la Chauvelière
- Château du Pont-Hus

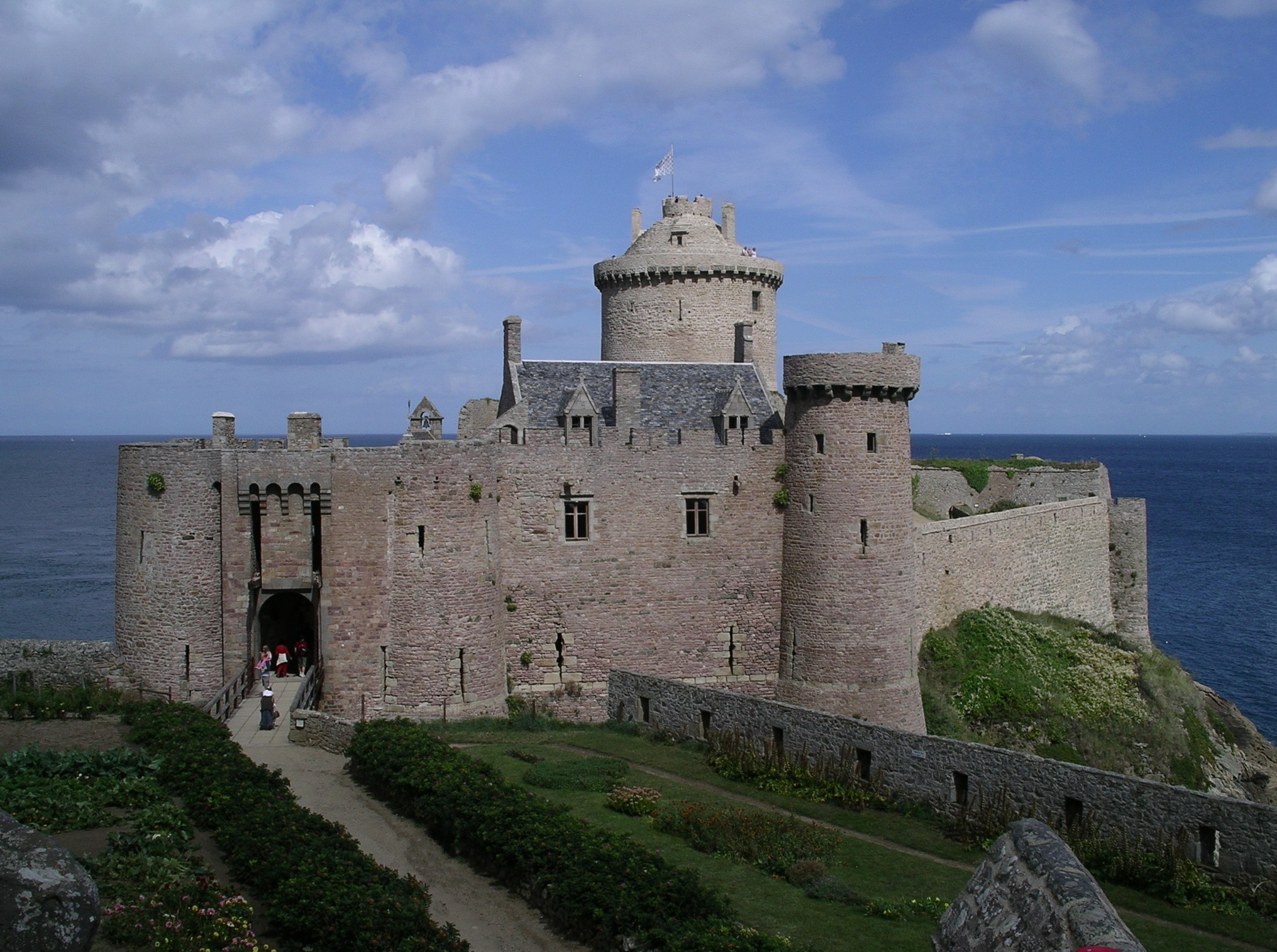
Fort la Latte, appelé localement Fort de la Roche-Goyon ou Roche-Gouyon (XIVe siècle).
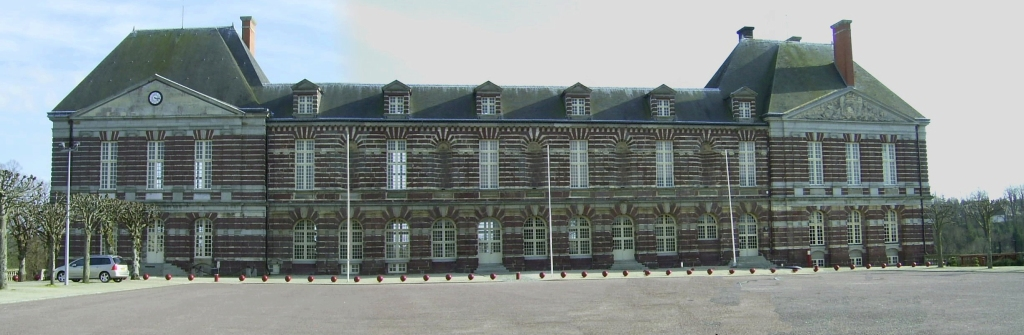
Château de Torigni-sur-Vire (dont ne subsiste que l'aile sud du château du XVIe siècle, restaurée après les bombardements du 12 juin 1944).
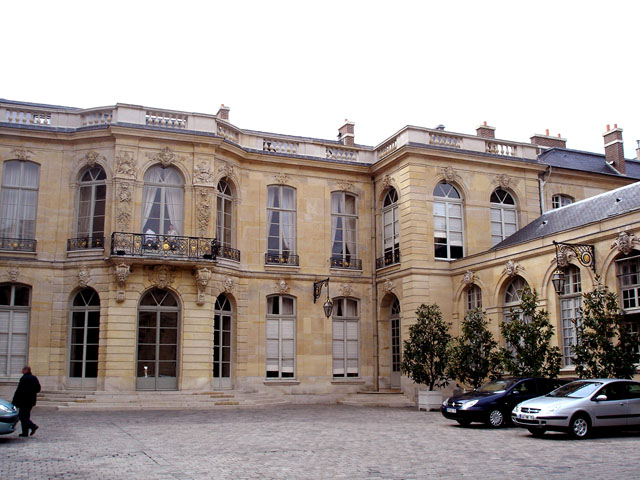
Hôtel de Matignon.
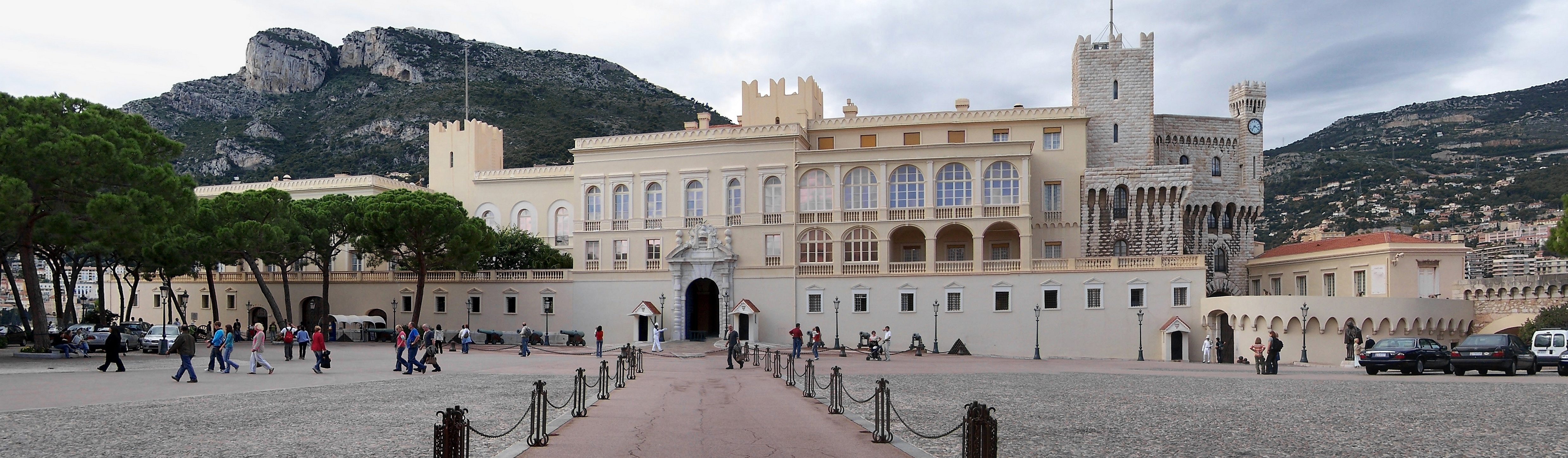
Palais de Monaco.

## Anciens titres éteints (branche ainée)
- Comte de Gacé
- Baron de Saint-Lô
- Prince de Mortagne-sur-Gironde[8]
- Duc-pair de Valentinois (1715)
- Prince de Monaco (en 1731, à la mort de Louise-Hippolyte Grimaldi, princesse de Monaco et épouse de Jacques-François de Gouyon-Matignon)

## Armorial
| Image | Armes de la famille de Gouyon |
| ----- | --- |
|       | Blason originel D'argent au lion de gueules couronné d'or (sceau de 1219) |
|       | Blason de la Famille de Matignon D'or à deux fasces nouées de gueules, accompagnées de neuf merlettes de même en orle, 4. 2. 3; qui est Matignon. (sceau de 1289) |
|       | Blason de la branche ainée de Goyon-Matignon Écartelé ; aux I et IV d'argent au lion de gueules couronné d'or (Goyon) ; aux II et III d'or à deux fasces nouées de gueules, accompagnées de neuf merlettes de même en orle, 4. 2. 3 qui est Matignon. (sceau de 1448) |
|       | Blason d'Étienne Gouyon, chevalier, seigneur de Launay-Boquien, amiral de Bretagne, maréchal de Bretagne, Écartelé ; aux I et IV d'argent au lion de gueules couronné d'or (Goyon) ; aux II et III d'or à deux fasces nouées de gueules, accompagnées de neuf merlettes de même en orle, 4. 2. 3 qui est Matignon. (sceau de 1448) |
|       | Blason de la branche de Goyon-La Moussaye, Ecartelé ; aux I et IV d'argent au lion de gueules couronné d'or (Goyon) ; aux II et III d'or à deux fasces nouées de gueules, accompagnées de neuf merlettes de même en orle, 4. 2. 3 qui est Matignon. (sceau de 1448) |
|       | Charles de Goyon (1564-1648), comte de Torigni, chevalier du Saint-Esprit (2 janvier 1599), D'argent au lion de gueules couronné d'or |
|       | Le même, créé prince de Mortagne après depuis son mariage avec Léonore d'Orléans de Longueville, Ecartelé : aux 1 et 4 d'argent au lion couronné de gueules, (Goyon) ; aux 2 et 3 d'azur à trois fleurs de lys d'or, au lambel d'argent en chef et à la barre de gueules brochant, (Orléans-Longueville). |
|       | Charles Auguste Goyon, comte de Matignon et de Gacé, Écartelé : aux 1 et 4 d'argent au lion de gueules, armé lampassé et couronné d'or (Goyon) ; aux 2 d'azur à trois fleurs de lys d'or, au lambel d'argent en chef et bâton d'argent brochant (Orléans-Longueville) ; au 3, d'azur à trois fleurs de lys d'or, au bâton de gueules brochant (Bourbon).                                                                                  |
|       | Léonor Ier Goyon de Matignon (1604-1680), évêque de Lisieux, commandeur du Saint-Esprit (31 décembre 1661), Écartelé : aux 1 et 4 d'argent au lion de gueules, armé lampassé et couronné d'or (Goyon) ; aux 2 d'azur à trois fleurs de lys d'or, au lambel d'argent en chef et bâton d'argent brochant (Orléans-Longueville) ; au 3, d'azur à trois fleurs de lys d'or, au bâton de gueules brochant (Bourbon).                           |
|       | François Goyon de Matignon (1607-1675), comte de Torigni et de Gacé, marquis de Lonrai, chevalier du Saint-Esprit (31 décembre 1661), Écartelé : aux 1 et 4 d'argent au lion de gueules, armé lampassé et couronné d'or (Goyon) ; aux 2 d'azur à trois fleurs de lys d'or, au lambel d'argent en chef et bâton d'argent brochant (Orléans-Longueville) ; au 3, d'azur à trois fleurs de lys d'or, au bâton de gueules brochant (Bourbon). |
|       | Jacques François Léonor Goyon de Matignon, prince de Monaco sous le nom de Jacques Ier, après son mariage avec Louise-Hippolyte Grimaldi, Fuselé d'argent et de gueules. |

### Devise
- Honour à Goyon, liesse à Matignon